# Альфредо Ді Стефано
Альфре́до Ді Сте́фано Лаулє́ (ісп. Alfredo Stéfano Di Stéfano Laulhé); 4 липня 1926, Буенос-Айрес, Аргентина — 7 липня 2014, Мадрид, Іспанія) — аргентино-іспанський футболіст італійського походження, нападник, тренер. Всього в 521 матчі національних чемпіонатів забив 377 голів.
Лауреат Ювілейної нагороди УЄФА як найвидатніший іспанський футболіст 50-річчя (1954—2003).

## Ігрова кар'єра
Однаково успішно грав і в захисті, і в нападі, і в півзахисті. Віртуозний технік, природжений бомбардир і організатор атак. Індивідуал до мозку костей, він не цурався й командних дій, коли того потребував результат.
Ді Стефано народився в Аргентині в 1926 році. Став одним із учасників легендарної «Машини» «Рівер-Плейта». Наприкінці 1940-х років аргентинський футбол потрясла сильна криза, багато футболістів виїхали за кордон, в основному, в багату Колумбію. У цій країні тоді склалась найсильніша Ліга у світі й ті часи заведено називати «Ель Дорадо» колумбійського футболу, золотою епохою. Головною командою в ті часи був столичний «Мільйонаріос», до якого і приєднався Ді Стефано. У 1950-і роки за ним почалось полювання з боку іспанських грандів — «Барселони» і «Реала». Зрештою талановитий бомбардир попав в «Реал», щоб зробити цю команду і своє ім'я легендарними. 20 років «Реал» не міг виграти першість Іспанії. З Ді Стефано ж команда стала штампувати чемпіонські титули один за одним. 5 перемог в Кубку Чемпіонів і в кожному із фіналів Ді Стефано обов'язково забивав по голу, а в 1960 році зробив хет-трик в легендарному матчі з франкфуртським «Айнтрахтом» — матчі, який ввійшов в історію футболу як один із найвидовищніших.
У 1963 році саме ді Стефано довірили капітанську пов'язку збірної світу, яка проводила матч зі збірнею Англії на честь століття англійського футболу. У зіркову команду, крім нього, входили Копа, Пушкаш, Еусебіу, Лоу. Ворота в першому таймі захищав Лев Яшин, який не пропустив жодного м'яча, в другому — югослав М. Шошкіч. Виграли англійці з рахунком 2:1.
Через декілька років завершив кар'єру футболіста в скромному «Еспаньйолі».

## Тренерська діяльність
Тренував:
- «Ельче» (1967—1968)
- «Бока Хуніорс» (1969—1970, чемпіон Аргентини)
- «Валенсія» (1970—1974, 1978—1980). Під його керівництвом ця команда ставала чемпіоном Іспанії (1970–1971, 1978–1979), володарем Кубка Іспанії (1978–1979), переможцем Кубка Кубків (1979–1980).
- «Рівер Плейт» (1980—1982 — чемпіон Аргентини в 1981—1982)

Ді Стефано також тренував такі команди, як «Спортінг» (Лісабон) (1974—1975), «Райо Вальєкано» (1976—1977), «Кастельйон» (1977—1978), «Реал Мадрид» (1982—1983).

## Титули
- Чемпіон Південної Америки: 1947
- Переможець Кубка європейських чемпіонів (5): 1956, 1957, 1958, 1959, 1960
- Володар Міжконтинентального кубка з футболу (1): 1960
- Володар Латинського кубка (2): 1955, 1957
- Чемпіон Аргентини (1): 1947
- Чемпіон Колумбії (3): 1949, 1951, 1952
- Чемпіон Іспанії (8): 1954, 1955, 1957, 1958, 1961, 1962, 1963, 1964
- Володар Кубка Іспанії (1): 1962

## Індивідуальні нагороди
- Володар «Золотого м'яча» найкращого футболіста Європи: 1957, 1959
- Найкращий бомбардир чемпіонатів Аргентини (1947), Колумбії (1951, 1952), Іспанії (1954, 1956, 1957, 1958, 1959)
- Найкращий бомбардир Кубків чемпіонів (1957—1958, 10 голів) і (1961—1962, 7, разом з Ф. Пушкашем і А. Техадою).
- У матчах Кубка Чемпіонів, виступаючи за «Реал», забив 49 голів — 2-й результат після Рауля, найкращий результат турніру «Кубок Європейських Чемпіонів».
- Найвидатніший іспанський футболіст 50-річчя (1954—2003).
- Входить в список ФІФА 100.
- Володар «супер золотого мʼяча» по версії France Football 1989 року.

## Статистика виступів

### Статистика клубних виступів
| Сезон                    | Клуб                     | Чемпіонат                | Чемпіонат | Чемпіонат | Нац. кубки | Нац. кубки | Нац. кубки | Міжн. кубки | Міжн. кубки | Міжн. кубки | Усього | Усього |
| Сезон                    | Клуб                     | Т                        | І         | Г         | Т          | І          | Г          | Т           | І           | Г           | І      | Г      |
| ------------------------ | ------------------------ | ------------------------ | --------- | --------- | ---------- | ---------- | ---------- | ----------- | ----------- | ----------- | ------ | ------ |
| 1945                     | «Рівер Плейт»            | ПД                       | 1         | 0         |            | -          | -          |             | -           | -           | 1      | 0      |
| 1946                     | «Уракан»                 | ПД                       | 25        | 10        | КД         | 2          | 0          |             | -           | -           | 27     | 10     |
| 1947                     | «Рівер Плейт»            | ПД                       | 30        | 27        |            | -          | -          | КА          | 2           | 1           | 32     | 28     |
| 1948                     | «Рівер Плейт»            | ПД                       | 23        | 13        | КД         | 1          | 1          | КЧПА        | 6           | 4           | 30     | 18     |
| 1949                     | «Рівер Плейт»            | ПД                       | 12        | 9         |            | -          | -          |             | -           | -           | 12     | 9      |
| Усього за «Рівер Плейт»  | Усього за «Рівер Плейт»  | Усього за «Рівер Плейт»  | 66        | 49        |            | 1          | 1          |             | 8           | 5           | 75     | 55     |
| 1949                     | «Мільйонаріос»           | КП                       | 14        | 16        |            | -          | -          |             | -           | -           | 14     | 16     |
| 1950                     | «Мільйонаріос»           | КП                       | 29        | 23        | КК         | 2          | 1          |             | -           | -           | 31     | 24     |
| 1951                     | «Мільйонаріос»           | КП                       | 34        | 32        | КК         | ?          | ?          |             | -           | -           | 34+    | 32+    |
| 1952                     | «Мільйонаріос»           | КП                       | 24        | 19        | КК         | ?          | ?          | МКС         | 3+          | 5           | 27+    | 24+    |
| 1953                     | «Мільйонаріос»           | —                        | —         | —         | —          | —          | —          | МКС         | 2+          | 4+          | 2+     | 4+     |
| Усього за «Мільйонаріос» | Усього за «Мільйонаріос» | Усього за «Мільйонаріос» | 101       | 90        |            | 10         | 6          |             | 5+          | 9+          | 116    | 105    |
| 1953–54                  | «Реал Мадрид»            | ПД                       | 28        | 27        | КІ         | 0          | 0          |             | -           | -           | 28     | 27     |
| 1954–55                  | «Реал Мадрид»            | ПД                       | 30        | 25        | КІ         | 0          | 0          | ЛК          | 2           | 0           | 32     | 25     |
| 1955–56                  | «Реал Мадрид»            | ПД                       | 30        | 24        | КІ         | 0          | 0          | КЧ          | 7           | 5           | 37     | 29     |
| 1956–57                  | «Реал Мадрид»            | ПД                       | 30        | 31        | КІ         | 3          | 3          | КЧ + ЛК     | 8+2         | 7+2         | 43     | 43     |
| 1957–58                  | «Реал Мадрид»            | ПД                       | 30        | 19        | КІ         | 7          | 7          | КЧ          | 7           | 10          | 44     | 36     |
| 1958–59                  | «Реал Мадрид»            | ПД                       | 28        | 23        | КІ         | 8          | 5          | КЧ          | 7           | 6           | 43     | 34     |
| 1959–60                  | «Реал Мадрид»            | ПД                       | 23        | 12        | КІ         | 5          | 3          | КЧ          | 6           | 8           | 34     | 23     |
| 1960–61                  | «Реал Мадрид»            | ПД                       | 23        | 21        | КІ         | 9          | 8          | КЧ + МКК    | 2+2         | 0+1         | 36     | 30     |
| 1961–62                  | «Реал Мадрид»            | ПД                       | 23        | 11        | КІ         | 8          | 4          | КЧ          | 10          | 7           | 41     | 22     |
| 1962–63                  | «Реал Мадрид»            | ПД                       | 13        | 12        | КІ         | 9          | 9          | КЧ          | 2           | 1           | 24     | 22     |
| 1963–64                  | «Реал Мадрид»            | ПД                       | 24        | 11        | КІ         | 1          | 1          | КЧ          | 9           | 5           | 34     | 17     |
| Усього за «Реал Мадрид»  | Усього за «Реал Мадрид»  | Усього за «Реал Мадрид»  | 282       | 216       |            | 50         | 40         |             | 64          | 52          | 396    | 308    |
| 1964–65                  | «Еспаньйол»              | ПД                       | 24        | 7         | КІ         | 3          | 2          |             | -           | -           | 27     | 9      |
| 1965–66                  | «Еспаньйол»              | ПД                       | 23        | 4         | КІ         | 4          | 1          | КЯ          | 6           | 0           | 33     | 5      |
| Усього за «Еспаньйол»    | Усього за «Еспаньйол»    | Усього за «Еспаньйол»    | 47        | 11        |            | 7          | 3          |             | 6           | 0           | 60     | 14     |
| Усього за кар'єру        | Усього за кар'єру        | Усього за кар'єру        | 521       | 376       |            | 70         | 50         |             | 78          | 57          | 674    | 492    |

### Статистика виступів за збірну
| Дата       | Місто    | Господарі | Результат | Гості     | Турнір            | Голи | Примітки |
| ---------- | -------- | --------- | --------- | --------- | ----------------- | ---- | -------- |
| 4-12-1947  | Гуаякіль | Аргентина | 7 – 0     | Болівія   | Копа Америка 1947 | 1    | 30'      |
| 11-12-1947 | Гуаякіль | Аргентина | 3 – 2     | Перу      | Копа Америка 1947 | 1    |          |
| 16-12-1947 | Гуаякіль | Аргентина | 1 – 1     | Чилі      | Копа Америка 1947 | 1    |          |
| 18-12-1947 | Гуаякіль | Аргентина | 6 – 0     | Колумбія  | Копа Америка 1947 | 3    |          |
| 25-12-1947 | Гуаякіль | Еквадор   | 0 – 2     | Аргентина | Копа Америка 1947 | -    | 65'      |
| 28-12-1947 | Гуаякіль | Аргентина | 3 – 1     | Уругвай   | Копа Америка 1947 | -    | 69'      |
| Усього     |          | Матчів    | 6         |           | Голів             | 6    |          |

| Дата       | Місто              | Господарі | Результат | Гості             | Турнір            | Голи | Примітки |
| ---------- | ------------------ | --------- | --------- | ----------------- | ----------------- | ---- | -------- |
| 30-1-1957  | Мадрид             | Іспанія   | 5 – 1     | Нідерланди        | товариський матч  | 3    |          |
| 10-3-1957  | Мадрид             | Іспанія   | 2 – 2     | Швейцарія         | Відбір до ЧС 1958 | -    |          |
| 31-3-1957  | Брюссель           | Бельгія   | 0 – 5     | Іспанія           | товариський матч  | 2    |          |
| 8-5-1957   | Глазго             | Шотландія | 4 – 2     | Іспанія           | Відбір до ЧС 1958 | -    |          |
| 26-5-1957  | Мадрид             | Іспанія   | 4 – 1     | Шотландія         | Відбір до ЧС 1958 | -    |          |
| 16-11-1957 | Мадрид             | Іспанія   | 3 – 0     | Туреччина         | товариський матч  | -    |          |
| 24-11-1957 | Лозанна            | Швейцарія | 1 – 4     | Іспанія           | Відбір до ЧС 1958 | 2    |          |
| 13-3-1958  | Париж              | Франція   | 2 – 2     | Іспанія           | товариський матч  | -    |          |
| 19-3-1958  | Франкфурт-на-Майні | ФРН       | 2 – 0     | Іспанія           | товариський матч  | -    |          |
| 13-4-1958  | Мадрид             | Іспанія   | 1 – 0     | Португалія        | товариський матч  | 1    |          |
| 15-10-1958 | Мадрид             | Іспанія   | 6 – 2     | Північна Ірландія | товариський матч  | -    |          |
| 28-2-1959  | Рим                | Італія    | 1 – 1     | Іспанія           | товариський матч  | 1    |          |
| 28-6-1959  | Хожув              | Польща    | 2 – 4     | Іспанія           | Відбір до ЧЄ 1960 | 2    |          |
| 14-10-1959 | Мадрид             | Іспанія   | 3 – 0     | Польща            | Відбір до ЧЄ 1960 | 1    |          |
| 22-11-1959 | Валенсія           | Іспанія   | 6 – 3     | Австрія           | товариський матч  | 2    |          |
| 17-12-1959 | Париж              | Франція   | 4 – 3     | Іспанія           | товариський матч  | -    |          |
| 13-3-1960  | Барселона          | Іспанія   | 3 – 1     | Італія            | товариський матч  | 1    |          |
| 15-5-1960  | Мадрид             | Іспанія   | 3 – 0     | Англія            | товариський матч  | -    |          |
| 10-7-1960  | Ліма               | Перу      | 1 – 3     | Іспанія           | товариський матч  | 1    |          |
| 14-7-1960  | Сантьяго           | Чилі      | 0 – 4     | Іспанія           | товариський матч  | 2    | 75'      |
| 17-7-1960  | Сантьяго           | Чилі      | 1 – 4     | Іспанія           | товариський матч  | 2    |          |
| 24-7-1960  | Буенос-Айрес       | Аргентина | 2 – 0     | Іспанія           | товариський матч  | -    |          |
| 26-10-1960 | Лондон             | Англія    | 4 – 2     | Іспанія           | товариський матч  | -    |          |
| 30-10-1960 | Відень             | Австрія   | 3 – 0     | Іспанія           | товариський матч  | -    |          |
| 2-4-1961   | Мадрид             | Іспанія   | 2 – 0     | Франція           | товариський матч  | -    |          |
| 19-4-1961  | Кардіфф            | Уельс     | 1 – 2     | Іспанія           | Відбір до ЧС 1962 | 1    |          |
| 18-5-1961  | Мадрид             | Іспанія   | 1 – 1     | Уельс             | Відбір до ЧС 1962 | -    |          |
| 11-6-1961  | Севілья            | Іспанія   | 2 – 0     | Аргентина         | товариський матч  | 1    |          |
| 12-11-1961 | Касабланка         | Марокко   | 0 – 1     | Іспанія           | Відбір до ЧС 1962 | -    |          |
| 23-11-1961 | Мадрид             | Іспанія   | 3 – 2     | Марокко           | Відбір до ЧС 1962 | 1    |          |
| 10-12-1961 | Коломб             | Франція   | 1 – 1     | Іспанія           | товариський матч  | -    |          |
| Усього     |                    | Матчів    | 31        |                   | Голів             | 23   |          |